# جيروم ألويسيوس داوغرتي سيباستيان
جيروم ألويسيوس داوغرتي سيباستيان (بالإنجليزية: Jerome Aloysius Daugherty Sebastian)‏ هو كاهن كاثوليكي أمريكي، ولد في 22 نوفمبر 1895 في واشنطن العاصمة في الولايات المتحدة، وتوفي في 11 أكتوبر 1960.